# Paktofonika
Paktofonika  è stato un gruppo polacco di hip hop; il gruppo ha debuttato con l'album Kinematografia nel 2000. 
Il nome Paktofonika deriva dalle parole "pakt" (patto) e "fonika" (fonia), che riassumono l'idea di un "patto stretto lungo il rumore da un altoparlante" creato dai fondatori della banda, Magik and Rahim.

## Membri del gruppo
- Piotr "Magik" Łuszcz (1978-2000), prima dei Kaliber 44;
- Wojciech "Fokus" Alszer (nato nel 1980), ex Kwadrat Skład e dal 2004 membro dei Pokahontaz;
- Sebastian "Rahim" Salbert (nato nel 1978), ex 3xKlan, Erka, e dal 2004 membro dei Pokahontaz.

## Storia
I Paktofonika ebbero origine quando Magik lasciò il suo vecchio gruppo, i Kaliber 44 durante la registrazione del loro secondo album, W 63 minuty dookoła świata. Rahim lasciò il gruppo 3xKlan più o meno contemporaneamente. Fokus si aggiunse presto ai due, per dar luce ai Paktofonika nel 1998.
I loro primi brani furono scritti nell'ottobre dello stesso anno: nacquero Priorytety, Ja to Ja, e Gdyby. Due nuovi membri si unirono ai Paktofonika: DJ Bambus ai piatti e Sot come beatboxer. Nella primavera del 2000 il gruppo firmò un contratto con Gigant Records. Nell'estate di quell'anno, il gruppo andò a Witten (in Germania), dove registrò la canzone 2 Kilo, insieme ad artisti tedeschi. Quello stesso anno, il 18 dicembre, fu lanciato il loro primo album, dal titolo Kinematografia.
Otto giorni dopo il lancio del disco, il 26 dicembre, Magik si suicidò saltando dal nono piano della sua casa, lasciando soli la moglie ed un bimbo di tre anni. Dopo la sua morte, il gruppo continuò per qualche tempo a far concerti, utilizzando materiale preregistrato per le parti vocali di Magik. Dopo non molto tempo, però, Fokus e Rahim dissolsero il gruppo alla ricerca di altri progetti.
Nel 2001, una parte del brano Ja to Ja cantata da Piotr "Gutek" Gutkowski fu impiegata nella pubblicità di un gelato, senza l'autorizzazione dei membri del gruppo ma con l'approvazione della Gigant Records. Nel settembre 2002 fu infine lanciato l'album di addio: Archiwum Kinematografii contiene parti registrate in studio ma tagliate per il loro primo album e due brani registrati dopo la morte di Magik (JaToJa 2 (Dokuadnie tak!) e W peunej gotowości). Pochi mesi dopo, nella primavera 2003, il gruppo annunciò la fine dei Paktofonika.
Rahim e Fokus continuano il loro lavoro in altri progetti e gruppi: PFK Kompany e Pokahontaz.

## Discografia

### Album
- 2000 - Kinematografia - Cinematografia
- 2002 - Archiwum Kinematografii - L'archivio di cinematografia

### Singoli
- 2000 - Ja to Ja - Io sono io
- 2001 - Jestem Bogiem - Io sono Dio
- 2001 - Jestem Bogiem (single/vinile, 2001)

## Videografia
- 2003 - Pożegnalny koncert Paktofoniki (DVD/VHS) - Concerto d'addio dei Paktofonika